# Dwight Yoakam
Dwight David Yoakam (Kentucky; 23 de octubre de 1956) es un músico, actor y director de cine estadounidense.

## Carrera

### Como músico
Yoakam inició su carrera a mediados de los años ochenta, y desde entonces ha grabado más de veinte álbumes de estudio y álbumes recopilatorios de música country, ubicando más de trece sencillos en la lista Billboard Hot Country Songs y vendiendo más de 25 millones de discos. Ha grabado cinco álbumes Top No. 5 Billboard y un Top No. 1 en la misma lista, además de tener certificados doce discos de oro y nueve discos de platino, incluyendo el triple platino This Time.
Es uno de los músicos con mayor cantidad de presencias en el popular programa The Tonight Show.

### Como actor
Yoakam también ha participado en muchas películas, entre las que destacan sus actuaciones en Sling Blade (1996), La habitación del pánico (2002), Hollywood Homicide (2003), The Three Burials of Melquiades Estrada (2005), Crank (2006), Bandidas (2006) , Dirty Girl (2010) y Cry Macho (2021).

## Vida personal
Yoakam comenzó a salir con la fotógrafa Emily Joyce a finales de 2010. Se comprometieron en 2011 y se casaron en una ceremonia privada en Santa Mónica, California, en marzo de 2020. Su hijo, Dalton Loren Yoakam, nació el 16 de agosto de 2020.

## Discografía

### Estudio
- Guitars, Cadillacs, Etc., Etc. (1986)
- Hillbilly Deluxe (1987)
- Buenas Noches From a Lonely Room (1988)
- If There Was a Way (1990)
- This Time (1993)
- Gone (1995)
- A Long Way Home (1998)
- dwightyoakamacoustic.net (2000)
- Tomorrow's Sounds Today (2000)
- South of Heaven, West of Hell (Banda sonora) (2001)
- Population Me (2003)
- Blame the Vain (2005)
- 3 Pears (2012)
- Second Hand Heart (2015)
- Swimmin' Pools, Movie Stars (2016)[3][4]

## Filmografía

### Cine
| Año  | Título                                   | Rol                        | Notas                |
| ---- | ---------------------------------------- | -------------------------- | -------------------- |
| 1992 | Red Rock West                            | Conductor                  |                      |
| 1993 | Rhythm & Jam                             | Él mismo                   | Película para TV     |
| 1994 | Roswell                                  | Mac Brazel                 | Película para TV     |
| 1995 | The Little Death                         | Bobby Lomax                |                      |
| 1996 | Don't Look Back                          | Skipper                    | Película para TV     |
| 1996 | Sling Blade                              | Doyle Hargraves            |                      |
| 1997 | Painted Hero                             | Virgil Kidder              |                      |
| 1998 | The Newton Boys                          | Brentwood Glasscock        |                      |
| 1998 | When Trumpets Fade                       | George Rickman             | Película para TV     |
| 1999 | The Minus Man                            | Blair                      |                      |
| 2001 | South of Heaven, West of Hell            | Valentine Casey            | Director y guionista |
| 2002 | La habitación del pánico                 | Raoul                      |                      |
| 2003 | Hollywood Homicide                       | Leroy Wasley               |                      |
| 2004 | Three Way                                | Herbert Claremont/Clarkson |                      |
| 2005 | Wedding Crashers                         | Mr. Kroeger                |                      |
| 2005 | Los tres entierros de Melquiades Estrada | Sheriff Belmont            |                      |
| 2006 | Bandidas                                 | Tyler Jackson              |                      |
| 2006 | Crank                                    | Doc Miles                  |                      |
| 2008 | Two:Thirteen                             | Sandy                      |                      |
| 2008 | Four Christmases                         | Pastor Phil                |                      |
| 2009 | Crank: High Voltage                      | Doc Miles                  |                      |
| 2010 | Dirty Girl                               | Joseph                     |                      |
| 2010 | The Last Rites of Ransom Pride           | Reverend Early Pride       |                      |
| 2010 | Bloodworth                               | Boyd Bloodworth            |                      |
| 2015 | 90 Minutes in Heaven                     | Jon                        |                      |
| 2021 | Cry Macho                                | Howard Polk                |                      |

### Televisión
| Año       | Título           | Rol            | Notas                                  |
| --------- | ---------------- | -------------- | -------------------------------------- |
| 1986      | Hee Haw          | Él mismo       | Episodio: "18.7"                       |
| 1991      | P.S. I Luv U     | Harlan Justice | Episodio: "I'd Kill to Direct"         |
| 1997      | Ellen            | The Bag Boy    | Episodio: "The Puppy Episode - Part 2" |
| 1998      | King of the Hill | Lane Pratley   | Episodio: "Nine Pretty Darn Angry Men" |
| 2002      | Dinner for Five  | Él mismo       | Episodio: "1.8"                        |
| 2011-2013 | Wilfred          | Bruce          | 3 episodios                            |
| 2013      | To Appomattox    | George Meade   | 7 episodios                            |
| 2014      | Under the Dome   | Lyle Chumley   | 7 episodios                            |